# Franz Gerhard Wegeler
Franz Gerhard Wegeler (Bonn, Alemania; 22 de agosto de 1765-Coblenza, Alemania; 7 de mayo de 1848) fue un médico alemán, amigo desde la infancia del compositor Ludwig van Beethoven. 

## Biografía
Franz Gerhard Wegeler nació el 22 de agosto de 1765 en la ciudad alemana de Bonn. Durante su infancia fue amigo de Ludwig van Beethoven. Cursó sus estudios de medicina en las Universidades de Bonn y de Viena. Después de finalizar sus estudios en Austria, regresó a Bonn en 1789, donde se convirtió en profesor de la universidad de la ciudad y 4 años más tarde, en 1793, se convirtió en el rector. En 1794 huyó de Bonn durante las Guerras Revolucionarias Francesas y volvió a Viena donde renovó su amistad con Beethoven. Después de una estancia de dos años en Viena, regresó a Bonn como profesor y médico de cabecera. En 1807 se trasladó a la ciudad de Coblenza, donde se unió al Servicio Civil Prusiano y consiguió varias condecoraciones prestigiosas.
Aunque fue un reconocido médico, Wegeler es recordado por su biografía de Beethoven en 1838 que publicó con el compositor Ferdinand Ries, once años después de la muerte de Beethoven. Los historiadores consideran sus memorias como una fuente de información importante y fiable sobre la vida del compositor.